# Nord-Ouest (Afrique du Sud)
Pour les articles homonymes, voir Province du Nord-Ouest et Région du Nord-Ouest.
Le Nord-Ouest est une province sud-africaine formée en 1994 à partir de la région ouest de l'ancienne province du Transvaal, du nord de l'ancienne province du Cap, comprenant la plupart du territoire de l'ancien bantoustan du Bophuthatswana. Son chef-lieu est Mahikeng.

## Géographie
La province du Nord-Ouest est située sur le plateau central d'Afrique australe, s'élevant vers l'est jusqu'au Magaliesberg dont le Pilanesberg culmine sur le territoire à 1 686 m. 
Elle est bordée au nord par le Botswana et au sud par le Vaal, principal affluent du fleuve Orange. Le Nord-Ouest de la province est une partie du désert du Kalahari.

### Organisation administrative
La province du Nord-Ouest est partagée en quatre districts municipaux : Bojanala Platinum, Dr Ruth Segomotsi Mompati, Ngaka Modiri Molema et Dr Kenneth Kaunda. Il comprend dix-huit municipalités locales.

Les quatre districts et les dix-huit municipalités (deux ont fusionné en 2016) : Dr Ruth Segomotsi Mompati (1. Kagisano–Molopo, 2. Naledi, 3. Greater Taung, 4. Mamusa, 5. Lekwa-Teemane), Dr Kenneth Kaunda (6. Maquassi Hills, 7. City of Matlosana, 8 et 9. JB Marks), Ngaka Modiri Molema (10. Ditsobotla, 11. Tswaing, 12. Ratlou, 13. Mahikeng, 14. Ramotshere Moiloa) et Bojanala Platinum (15. Moses Kotane, 16. Kgetlengrivier, 17. Rustenburg, 18. Madibeng, 19. Moretele).

### Superficie
La superficie de la province du Nord-Ouest est de l'ordre de 104 882 km2.

## Histoire

### Histoire récente
La province du Nord-Ouest est créée à la fin de l'apartheid. Elle comprend des terres appartenant à la Province du Cap, l'ancien bantoustan de Bophuthatswana et du Transvaal.

## Politique
| Identité                             | Période          | Période          | Durée                      | Étiquette                 |
| Identité                             | Début            | Fin              | Durée                      | Étiquette                 |
| ------------------------------------ | ---------------- | ---------------- | -------------------------- | ------------------------- |
| Popo Molefe (en) (né en 1952)        | 7 mai 1994       | 30 avril 2004    | 9 ans, 11 mois et 23 jours | Congrès national africain |
| Edna Molewa (1957 - 2018)            | 30 avril 2004    | 6 mai 2009       | 5 ans et 6 jours           | Congrès national africain |
| Maureen Modiselle (en) (née en 1941) | 6 mai 2009       | 19 novembre 2010 | 1 an, 6 mois et 13 jours   | Congrès national africain |
| Thandi Modise (née en 1959)          | 19 novembre 2010 | 20 mai 2014      | 3 ans, 6 mois et 1 jour    | Congrès national africain |
| Supra Mahumapelo (en) (né en 1964)   | 20 mai 2014      | 23 mai 2018      | 4 ans et 3 jours           | Congrès national africain |
| Job Mokgoro (en), (né en 1948)       | 22 juin 2018     | 26 août 2021     | 3 ans, 2 mois et 4 jours   | Congrès national africain |
| Bushy Maape (en)                     | 7 septembre 2021 |                  |                            | Congrès national africain |

| Parti | Parti                                  | Voix    | %     | Sièges |
| ----- | -------------------------------------- | ------- | ----- | ------ |
|       | Congrès national africain              | 590 777 | 61,87 | 21     |
|       | Combattants pour la liberté économique | 177 983 | 18,64 | 6      |
|       | Alliance démocratique                  | 106 738 | 11,18 | 4      |
|       | Front de la liberté                    | 41 266  | 4,32  | 2      |
|       | Autres                                 | 38 072  | 3,99  | 0      |
| Total | Total                                  | 954 836 | 100   | 33     |

| Année | ANC | COPE | DP/DA | EFF | FF/FF+ | NP/NNP | UCDP |
| ----- | --- | ---- | ----- | --- | ------ | ------ | ---- |
| 1994  | 26  | —    | 0     | —   | 1      | 3      | —    |
| 1999  | 27  | —    | 1     | —   | 1      | 1      | 3    |
| 2004  | 27  | —    | 2     | —   | 1      | —      | 3    |
| 2009  | 25  | 3    | 3     | —   | 0      | —      | 2    |
| 2014  | 23  | 0    | 4     | 5   | 1      | —      | 0    |
| 2019  | 21  | 0    | 4     | 6   | 2      | —      | 0    |

## Démographie

Carte linguistique : Le tswana (en rose) est la langue majoritaire de la province.

La majorité de la population est de langue tswana, tout comme au Botswana qui se trouve au nord de la province.
Par groupe ethniques en 2011 :
- Noirs : 89,90 %
- Blancs : 7,28 %
- Coloureds : 2,03 %
- Asiatiques et Indiens : 0,59 %
- autres : 0,30 %

Par langue maternelle en 2011 :
- tswana : 63,39 %
- afrikaans : 8,96 %
- sesotho : 5,82 %
- xhosa : 5,51 %
- tsonga : 3,68 %
- anglais : 3,47 %
- zoulou : 2,45 %
- sepedi : 2,43 %
- autres : 1,76 %
- ndébélé du nord et ndébélé du sud : 1,27 %
- venda : 0,47 %
- langue des signes : 0,43 %
- swati : 0,35 %

## Économie
La minorité de langue afrikaans (7,5 % de la population) est très importante sur le plan économique.
Les mines et l'agriculture sont prééminents.
Le site touristique principal de la province est le complexe de Sun City créé par Sol Kerzner.

## Transports
La province est desservie principalement par l'aéroport international de Johannesburg situé dans la province limitrophe du Gauteng. Dans une moindre mesure, par l'aéroport provincial de Mafikeng/Mmabatho.